# Indiens administrativa indelning
Indien är enligt sin grundlag en unionsstat. Statsskicket kan också beskrivas som att Indien är en förbundsrepublik.

## Administrativa nivåer
Landet är alltså organiserat i olika nivåer, där delstaten har betydligt mer att säga till om, än vad exempelvis länen eller landstingen har i en enhetsstat som Sverige.
- Den högsta nivån i Indien är unionsnivån, med presidenten som den formellt högste befattningshavaren. Den indiske presidenten väljs av ett elektorskollegium för en mandatperiod om 5 år. Den verkliga makt på unionsnivån, eller den federala nivån, utövas dock av centralregeringen under ledning av premiärministern. Premiärministern väljs av det indiska parlamentets underhus, Lok Sabha.
- Mellannivån består sedan av delstaterna, för närvarande 28 stycken. Varje delstat har en guvernör utnämnd av presidenten, vilket i praktiken innebär att centralregeringen utsett guvernör. Liksom på federal nivå ligger dock den verkliga makten i en regering, ledd av en premiärminister (det engelska ord som används i Indien är chief minister). Därtill kommer 8 unionsterritorier, mindre områden runt om i landet, som är direktstyrda av centralregeringen. Den lokala styresmannen kallas i allmänhet för administratör.
- Delstaterna och de federala territorierna är sedan uppdelade i distrikt, sammanlagt 593 stycken i Indien. Folkmängden i ett distrikt ligger normalt mellan 1 och 2 miljoner.
- Distrikten delas i sin tur upp i underdistrikt med olika beteckningar. Den vanligaste beteckningen är Tehsil. Totalt antal underdistrikt är 5564.  Bland de administrativa basenheterna (ofta just underdistrikten) finns följande kategorier:
  - Städer, 5161 stycken
  - Storstadsområden, 35 stycken, med var och en över en miljon invånare. Ett storstadsområde kan också delas upp i flera distrikt (se ovan: distrikt)
  - Storstäder, 27 stycken, med var och en över en miljon invånare (alla storstäder är alltså kvalificerade även som storstadsområden)
  - Pamchayat, bygemenskap, eller landskommun.

## Delstater och territorier

Indiens delstater och territorier.

Indien har 28 delstater, sju unionsterritorier och ett nationellt huvudstadsterritorium. Unionsterritorier administreras av presidenten genom en av denne utsedd administratör.

### Delstater
| Nummer | Delstat           | Geokod | Huvudstad          |
| ------ | ----------------- | ------ | ------------------ |
| 1      | Andhra Pradesh    | AP     | Amaravati          |
| 2      | Arunachal Pradesh | AR     | Itanagar           |
| 3      | Assam             | AS     | Dispur             |
| 4      | Bihar             | BR     | Patna              |
| 5      | Chhattisgarh      | CG     | Raipur             |
| 6      | Goa               | GA     | Panaji             |
| 7      | Gujarat           | GJ     | Gandhinagar        |
| 8      | Haryana           | HR     | Chandigarh         |
| 9      | Himachal Pradesh  | HP     | Shimla             |
| 11     | Jharkhand         | JH     | Ranchi             |
| 12     | Karnataka         | KA     | Bangalore          |
| 13     | Kerala            | KL     | Thiruvananthapuram |
| 14     | Madhya Pradesh    | MP     | Bhopal             |
| 15     | Maharashtra       | MH     | Bombay             |
| 16     | Manipur           | MN     | Imphal             |
| 17     | Meghalaya         | ML     | Shillong           |
| 18     | Mizoram           | MZ     | Aizawl             |
| 19     | Nagaland          | NL     | Kohima             |
| 20     | Odisha            | OD     | Bhubaneshwar       |
| 21     | Punjab            | PB     | Chandigarh         |
| 22     | Rajasthan         | RJ     | Jaipur             |
| 23     | Sikkim            | SK     | Gangtok            |
| 24     | Tamil Nadu        | TN     | Chennai            |
| 10     | Telangana         | TS     | Hyderabad          |
| 25     | Tripura           | TR     | Agartala           |
| 26     | Uttar Pradesh     | UP     | Lucknow            |
| 27     | Uttarakhand       | UL     | Dehradun           |
| 28     | Västbengalen      | WB     | Calcutta           |

### Unionsterritorier och nationellt huvudstadsterritorium
| Bokstav | Territorium                              | Geokod | Huvudstad                            |
| ------- | ---------------------------------------- | ------ | ------------------------------------ |
| A       | Andamanerna och Nikobarerna              | AN     | Port Blair                           |
| B       | Chandigarh                               | CH     | Chandigarh                           |
| C       | Dadra och Nagar Haveli och Daman och Diu | DD     | Daman                                |
| D       | Jammu och Kashmir                        | JK     | Jammu (vinter) och Srinagar (sommar) |
| H       | Ladakh                                   | LA     | Leh och Kargil                       |
| E       | Lakshadweep                              | LD     | Kavaratti                            |
| F       | National Capital Territory of Delhi      | DL     | New Delhi                            |
| G       | Puducherry                               | PY     | Puducherry                           |